# 강동대교 (경상북도)
강동대교(江東大橋)는 경상북도 경주시 강동면 인동리과 오금리를 연결하는 총길이 500m, 형산강의 다리이다. 국도 제7호선의 일부이다. 주변에는 경신 경주공장, 삼성전자 경주물류센터, 강동 나들목이다.

## 접속하는 도로
- 국도 제7호선
- 산업로